# Szpic niemiecki średni
Szpic niemiecki średni – jedna z ras psów należąca do grupy szpiców i ras pierwotnych. Typ lisowaty.

## Rys historyczny
Rasa ta pochodzi z XIX wieku. Średnia lub standardowa forma szpica niemieckiego jest trzecią pod względem wielkości z pięciu odmian

## Charakter i usposobienie
Psy te są bardzo czujne, ponieważ ich pierwotnym przeznaczeniem była pomoc na farmie. Z powodu swojej wesołości są dobrymi psami rodzinnymi. 

## Wygląd
Hoduje się je, podobnie jak dużego szpica niemieckiego w jednolitych kolorach, ale np. w Wielkiej Brytanii są dopuszczane wszystkie barwy i znaczenia. Ogony szpiców są obrośnięte bujnym włosem, oczy mają kształt owalny, a cała sylwetka zwarta i mocna.